# 獻上愛的花束
《獻上愛的花束》是日本樂團Superfly的第4張單曲，在2008年2月27日發行。同名A面歌曲是日本電視劇《愛迪生之母》的主題曲，也是Superfly最成功的單曲，樂團憑藉〈獻上愛的花束〉首次登上Oricon單曲週榜前20名，並以百萬下載量獲頒日本唱片協會（RIAJ）多項唱片認證。

## 歌詞與背景
1997年，多保孝一在15歲時初次創作了〈獻上愛的花束〉的旋律。Superfly在2005年搬到東京從事音樂事業後，重新編曲了〈獻上愛的花束〉，作為樂隊的歌曲使用。Superfly於2006年出道前曾現場演唱該曲。雖然多保已經為〈獻上愛的花束〉寫了基本的歌詞，但該曲在被選為《愛迪生之母》的主題曲後重新作詞。新的歌詞由越智志帆撰寫，並由前SUPERCAR成員石渡淳治協助。原本的歌詞中，講述了一個人將自己的感覺注入花束並贈予所愛之人，但重新作詞後將被贈予的對象改為男性。越智根據她曾贈送男性一束花的經驗撰寫歌詞。
《獻上愛的花束》是越智志帆繼多保孝一離開Superfly後的第2張單人樂團單曲。

## 媒體使用
2007年12月11日，於《愛迪生之母》播出的1個月前，〈獻上愛的花束〉被選為該電視劇的主題曲。該劇製作人加藤章一在被Superfly出道單曲《Hello Hello》打動後，決定使用Superfly的歌曲作為主題曲，並認為其「強勁的聲音」及「振奮人心的訊息」很適合這部電視劇。〈獻上愛的花束〉在電視劇之前就已完成，而加藤在Superfly未發行作品的演示中選擇了該曲。
除電視劇外，〈獻上愛的花束〉被用於音樂付費下載供應商music.jp和RecoChoku的廣告。Superfly於第71回NHK紅白歌合戰演唱了〈獻上愛的花束〉。

## 音樂錄影帶
音樂錄影帶的導演是番場秀一，這是他第一次與Superfly合作。他也擔任了Superfly隨後數首歌之音樂錄影帶的導演，例如〈Hi-Five〉、〈以溫柔的心情〉、〈美麗的戀愛瞳眸〉及〈Wildflower〉。
截至2022年10月，音樂錄影帶於YouTube的播放次數已超過1.4億次。

## 曲目
| CD       | CD           | CD                           | CD            | CD                 | CD    |
| 曲序     | 曲目         |                              | 作曲          | 编曲               | 时长  |
| -------- | ------------ | ---------------------------- | ------------- | ------------------ | ----- |
| 1.       | 獻上愛的花束 | 越智志帆、多保孝一、石渡淳治 | 多保孝一      | 蔦谷好位置         | 4:53  |
| 2.       | 愛與感謝     | 越智志帆、多保孝一           | 多保孝一      | 多保孝一、松岡基樹 | 4:24  |
| 3.       | Rhiannon     | 史蒂薇·妮克絲                | 史蒂薇·妮克絲 | 多保孝一、松岡基樹 | 5:00  |
| 总时长： | 总时长：     | 总时长：                     | 总时长：      | 总时长：           | 14:17 |

## 排行榜
| 排行榜（2008年）                             | 最高排名 |
| -------------------------------------------- | -------- |
| 日本（RIAJ下載榜）                           | 7        |
| 日本（Oricon單曲週榜）                       | 13       |
| 日本（Billboard Japan Hot 100）              | 27       |
| 排行榜（2009年）                             | 最高排名 |
| 日本（RIAJ下載榜）                           | 63       |
| 日本（RIAJ付費音樂下載榜）                   | 81       |
| 排行榜（2010年）                             | 最高排名 |
| 日本（Billboard Adult Contemporary Airplay） | 9        |
| 日本（RIAJ付費音樂下載榜）                   | 40       |
| 排行榜（2011年）                             | 最高排名 |
| 日本（RIAJ付費音樂下載榜）                   | 91       |
| 排行榜（2018年）                             | 最高排名 |
| 日本（Billboard Japan Streaming Songs）      | 12       |

| 排行榜（2018年）                        | 排名 |
| --------------------------------------- | ---- |
| 日本（Billboard Japan Streaming Songs） | 26   |

## 認證與銷量
| 地區                                                  | 认证 | 认证单位/销量          |
| ----------------------------------------------------- | ---- | ---------------------- |
| 日本（日本唱片協會）                                  | —    | 47,000（實體唱片）     |
| 日本（日本唱片協會）                                  | 百萬 | 1,000,000（鈴聲下載）* |
| 日本（日本唱片協會）                                  | 百萬 | 1,000,000（單曲下載）* |
| 串流媒體                                              |      |                        |
| 日本（日本唱片協會）                                  | 金   | 50,000,000†            |
| *僅含認證的實際銷量 ^僅含認證的出貨量 †僅含認證的銷量 |      |                        |

## 發行歷史
| 地區 | 日期          | 格式     | 發行公司     |
| ---- | ------------- | -------- | ------------ |
| 日本 | 2008年2月27日 | CD、下載 | 日本華納音樂 |
| 日本 | 2008年3月15日 | CD租借   | 日本華納音樂 |